# Турио (Козенца)
Турио је насеље у Италији у округу Козенца, региону Калабрија.
Према процени из 2011. у насељу је живело 98 становника. Насеље се налази на надморској висини од 8 м.